# Telephanus cedius
Telephanus cedius es una especie de coleóptero de la familia Silvanidae.

## Distribución geográfica
Habita en Madagascar.